# Glenea iwasakii
Glenea iwasakii é uma espécie de escaravelho da família Cerambycidae. Foi descrito por Kono em 1933.